# Холин
Холинът е водоразтворимо хранително вещество с емпиричната химична формула C5H15NO2. Обикновено се включва в групата витамини от B-комплекс витамини. Холин, като правило, се отнася за различни четвъртична аммониева сол, съдържащи N,N,N-триметилетаноламониев катион. (Х− вдясно означава неопределен противоанион).
Катионът се появява в главата група при два класа фосфолипиди срещани в клетъчните мембрани – фосфатидилхолин и свингомиелинът. Холинът е прекурсор на молекулите на невротрансмитера ацетилхолин, който участва в много функции, включително паметта и координацията на движенията.
Получава се от жлъчката и се намира в големи количества в яйчния жълтък, мозъка, черния дроб, бъбреците и сърдечния мускул. Също така се намира в растения като зелето, спанака и соята.
В организма на човека, холинът е важно хранително вещество. Има роля в намаляването на риска от дефект на невралната тръба, мастна болест на черния дроб и други заболявания. Скорошни изследвания показват, че недостигът на холин може да доведе до неблагоприятни последици, дори и при достатъчен прием на метионин, фолиева киселина. Холинът се използва в синтеза на компонентите на клетъчната мембрана. През 2005 г. е установено, че само 2% от жените в постменопауза консумират препоръчваните дози на холин.